# Sr. Ninguém
Mr. Nobody (bra/prt: Sr. Ninguém) é um filme teuto-franco-luso-canado-britano-belgo-estado-unidense de 2009, dos géneros ficção científica, fantasia e drama romântico, realizado e escrito por Jaco Van Dormael e protagonizado por Jared Leto, Sarah Polley, Diane Kruger, Linh Dan Pham, Natasha Little, Rhys Ifans e Daniel Mays.
Mr. Nobody foi premiado na 66.ª edição do Festival Internacional de Cinema de Veneza. As críticas foram positivas e o filme foi nomeado para sete premiações Magritte, das quais foi vencedor em seis, incluindo melhor filme e melhor realizador. Desde o lançamento, Mr. Nobody tornou-se um filme cult, destacando-se pela filosofia, fotografia, personagens e banda sonora.

## Sinopse
O filme conta a história de vida de Nemo Nobody, um homem de cento e dezoito anos que é o último mortal na Terra, após a raça humana ter alcançado a imortalidade. Nemo, cuja memória se esmorece, faz um relato sobre as dificuldades advindas após o processo de divórcio dos seus pais e sobre os três grandes amores de sua vida. A narrativa alterna diferentes rumos que sua vida poderia ter tido ao fazer determinadas escolhas. O filme apresenta uma narrativa não linear e diversas interpretações de mundo.

## Elenco
- Jared Leto .... Nemo Nobody, aos 34 e aos 118 anos
- Sarah Polley .... Elise, esposa de Nemo
- Daniel Mays .... o jornalista
- Diane Kruger .... Anna
- Linh Dan Pham .... Jeanne
- Rhys Ifans .... o pai de Nemo
- Natasha Little .... a mãe de nemo
- Toby Regbo .... Nemo aos 16 anos
- Thomas Byrne .... Nemo aos 9 anos
- Juno Temple .... Anna aos 15 anos
- Clare Stone .... Elise aos 15 anos
- Allan Corduner .... o psiquiatra de Nemo
- Jaco Van Dormael .... o brasileiro

## Prémios
- Prémio Vancouver de Melhor Ator[7]
- Prémio Alecssandrah de Melhor Ator - Cinema[8]